# Urška Poje
Urška Poje, slovenska biatlonka, * 10. maj 1997, Postojna.
Urška Poje je v svetovnem pokalu debitirala v sezoni 2014/15, enkrat se je uvrstila v prvo deseterico. 
Njen klub je SK Loška dolina. Nastopila je na ZOI 2018. 